# Саббатианство
Саббатианство — направление иудаизма, возникшее в 1665 году после того, как Шабтай Цви (в другой транскрипции Саббатай Цеви) объявил себя мессией. Движение захватило еврейские общины по всей диаспоре, однако, после того, как Шабтай Цви неожиданно принял ислам, движение быстро прекратилось, хотя некоторое количество последователей у Шабтая Цви и осталось.
Движение вылилось в организацию отдельных групп по многим странам. Из этих групп сохранила преемственность организация дёнме в Турции. Хотя саббатианство почти сразу же было подавлено, оно сильно повлияло на еврейский мир и иудаизм, временами возникали новые всплески выступлений саббатианцев.

## Возникновение саббатианства
Шабтай Цви получил хорошее талмудическое и каббалистическое образование в Смирне, ещё в юности полностью посвятил себя духовным практикам. В Смирне вокруг него собрался кружок молодых людей. У него возникли периоды пророческих прозрений и озарений, которые чередовались с периодами глубокой депрессии. Шабтай был склонен к странным поступкам, нарушающим религиозные запреты. В 1648 году он объявил себя мессией, но и был изгнан из еврейской общины Смирны, а потом и из общины в Салониках. Путешествуя по стране и выполняя поручения местных общин, он решил посетить молодого целителя Натана в городе Газа, надеясь что тот вылечит его от приступов депрессии. В 1665 году в Газе Натан признал в нём Мессию, найдя объяснение его душевному состоянию.

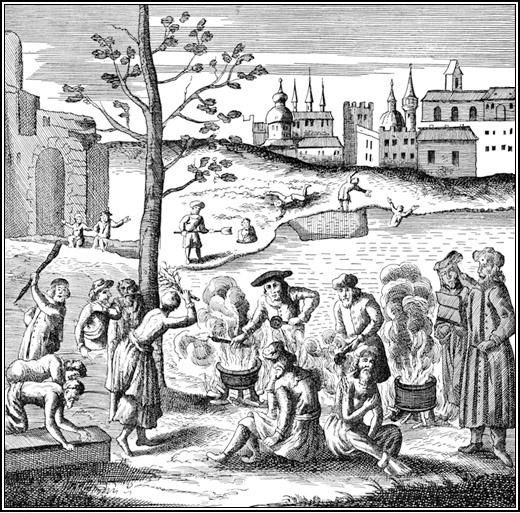
Покаяние бывших сторонников Шабтая Цви

31 мая 1665 года в Газе Шабтай публично провозгласил себя Мессией, после чего направился в сопровождении поклонников в Константинополь выполнять свою миссию. По дороге он последовал в Иерусалим, потом в Цфат, в Алеппо и в Смирну, везде его встречали толпы почитателей, которые были подготовлены к его приходу письмами Натана из Газы. Особенно тепло его приветствовали в Алеппо. В Смирне он пробыл несколько месяцев, у него возникло немало последователей, но консервативные раввины не хотели его признавать. В субботу во время праздника Ханука он во главе толпы вломился в синагогу, где пытались спрятаться его противники, но вместо того чтобы вершить расправу, запел гимны, отчего все его противники также переняли экзальтацию толпы и превратились в его ревностных сторонников. В городе началось празднество, людей охватило мистическое беснование, в приходе Мессии все видели конец изгнания и страданий еврейского народа.
Далее в 1666 году по дороге в Константинополь корабль Шабтая Цви был в Мраморном море остановлен войсками султана Мехмеда IV, Шабтай был арестован и направлен в крепость Абидос. Режим заключения был мягкий, к нему тысячами стекались паломники и визитёры, которых он принимал. У Шабтая возник острый конфликт с львовским каббалистом Нехемией ха-Кохэном, который обратился к турецким стражникам, заявив о том, что принимает ислам, и предъявил турецким властям обвинения против Шабтая Цви. Шабтай был доставлен на суд, и ему было предложено принять ислам, чтобы избежать казни. 16 сентября 1666 года Шабтай Цви принял ислам, получив от султана высокую должность.
После этого мощное религиозное движение практически прекратилось. Консервативные раввины снова завладели синагогами, а бывшие саббатианцы прошли покаяние. Однако остался ряд последователей, которые пытались найти объяснение его принятию ислама, продолжая считать его Мессией.
Теоретическую основу саббатианства сформулировал Натан из Газы, а также Аврахам Мигель Кардозо, живший в Ливорно. Саббатианские общины сформировались в Европе (в частности в Гамбурге и в Польше), а также в Турции, в Марокко и других странах сефардской диаспоры. При этом разные общины по-разному воспринимали поступок Саббатая Цеви.
Община дёнме (отступники), образованная в 1683 году, считала отречение мистическим переживанием, через которые необходимо было пройти — и поэтому члены общины также принимали ислам, однако не считали принятие ислама искренним, в тайне придерживаясь иудаизма. Эта позиция была особенно сильна в сефардских общинах.
Другой подход, который поддерживали каббалисты и талмудисты, состоял в том, что отречение — специфическая работа, которую должен проделывать только мессия, спускаясь в самые глубины зла, чтобы извлечь оттуда упавшие божественные искры; но обычным людям не следует проделывать то же самое.

## История саббатианства

### Раннее саббатианство
Ранние саббатианские общины отличались большим разнообразием. Часть из них (дёнме) считало необходимым принятие ислама, другие сосредотачивались на каббале и мистике, считая принятие ислама особой работой Мессии, некоторые группы увлекались больше теоретическими рассуждениями, не особенно удаляясь от традиционного иудаизма. Поначалу скорее всего под влиянием Натана распространилось убеждение, что Шабтай Цви вознёсся на Небо и в скором времени вернётся, однако со временем вера в возвращение Шабтая в большинстве общин ослабла. Отдельные радикальные группы практиковали в ритуальных целях нарушения законов и запретов, в том числе принятие некошерной пищи и снятие сексуальных запретов (вплоть до обмена жёнами). Другие группы почти не отличались от обычных евреев, и строго придерживались законов.
Каббалистические и философские идеи, высказанные Натаном, развил Абрахам Мигель Кардозо, он выдвинул тезис о «скрытом лице» Б-га и детализировал положение о роли Мессии, который должен был спускаться в самую бездну. Кардозо путешествовал по многим городам и много спорил с раввинами и саббатианцами, но его миссия вызвала мало резонанса. Тем не менее Кардозо повлиял в дальнейшем на Луцатто, сочинения которого во многом повторяли саббатианские идеи.
Большинство саббатианских общин строилось, однако, на других принципах. Общину в Салониках возглавил Якоб Керидо, на основе которой возникли группы дёнме, члены которых принимали ислам. Его учение складывалось под влиянием суфийского ордена Бекташи, который находился в дружеских отношениях с дёнме. Однако обоснование отступничества в различных более поздних группах дёнме было разным. Наиболее радикальным был сын Якоба Керидо, Берахия Руссо, он же — Осман-баба. Осман-баба разработал учение о Торе мессианских времен (тора де-ацилут), которая преобразует запретительные заповеди, в том числе сексуальные запреты, в предписания, требующие своего прямого исполнения. Краткосрочные нарушения законов и предписаний имели ритуальную силу. В то же время другие группы дёнме подобных трактовок не поддерживали, позднее появилась также ветвь дёнме, провозгласившая возврат к «чистому саббатианству», близкому к учению Натана и Кардозо.
В тех местах, где преобладали ортодоксальные раввины, саббатианцы организовывали тайные собрания. В Константинополе саббатианскую общину возглавил Абрахам Якини, старый сподвижник Шабтая Цви. В Ливорно и других городах Италии под влиянием Кардозо саббатианство было очень близко к раввинистической традиции, за исключением празднования Девятого ава, распространённости парадоксальных теоретических рассуждений и мистической вере в маггидов.
В Польше и Моравии было особенно распространено мнение о том, что Саббатай ещё вернётся как Мессия — такую идею высказывал Мордехай Мокиах, при этом наводились параллели между Саббатаем и Христом. Эту идею развил Йошуа Хешел Цореф, в дальнейшем дискуссии на эту тему повлияли на основателя хасидизма Бааль Шем Това.
Большую общину в Польше создали Иегуда Хасид и Хаим бен-Шломо из Калиша.
В Моравии наиболее известен Иегуда Лейб Просниц, наладивший тайную переписку с саббатианскими общинами Турции.
Нехемия Хайон (1650—1730) занялся развитием идей саббатианства, продолжая традицию Натана и Кардозо. Ему удалось издать несколько книг по саббатианству, которые потом были разоблачены и вызвали большой скандал в Амстердаме, по причине скандала он пытался скрыть свою причастность к саббатианству.
Серьёзный раскол в еврейских общинах Европы вызвал скандал 1750—1761 годов между яростным противником саббатианства Яковом Эмденом и авторитетным раввином Йонатаном Эйбешюцем из Гамбурга. Эйбешюц был учеником Просница и имел, по-видимому, контакты с саббатианцами, но свою причастность к саббатианству категорически отрицал. Яков Эмден обвинял его в использовании амулета с именем Шабтая Цви и в проповедовании саббатианской ереси. Долгая тяжба закончилась в пользу Эйбешюца, который обосновал свою невиновность и непричастность к саббатианству.
Практически сразу после отречения Шабтая Цви саббатианство стало жёстко преследоваться во всех еврейских общинах, пропагандисты саббатианства изгонялись, сочинения не издавались и сжигались. Открыто проповедовать саббатианство могли только группы дёнме, опирающиеся на защиту властей Турции. Остальные саббатианские группы нередко уходили в подполье и проводили тайные собрания и тайные ритуалы, авторы саббатианских трактатов пытались отрицать свою причастность к саббатианству, привязывая трактаты к классической каббале, как делал, например, Нехемия Хайон. Исследователи, однако, могли распознать причастность к саббатианству по некоторым ключевым выражениям (типа «Царь Израиля»).
Наиболее активным и последовательным борцом против саббатианства был Яков Саспортас (1610—1698), который сразу в 1666 году начал выпускать антисаббатианские памфлеты, рассылая их по всем общинам, а в 1673 году издал книгу «Цицат новел Цви» («Цви — увядший цветок») с подробным обличением и критикой Шабтая Цви и его учения, в первую очередь идей Натана из Газы. Активной борьбой с саббатианством в XVIII веке занимались Цви Хирш бен Яков Ашкенази и его сын Яков Эмден.
В течение XVIII века саббатианские общины резко ослабли, а саббатианские сочинения почти перестали издаваться, ортодоксальные общины вели против саббатианства беспощадную борьбу. Оставшиеся в Турции общины дёнме раскололось на несколько направлений, и саббатианство как движение оказалось разбросано и рассеяно. Новый виток саббатианства поднял Якоб Франк.

### Яков Франк и франкизм

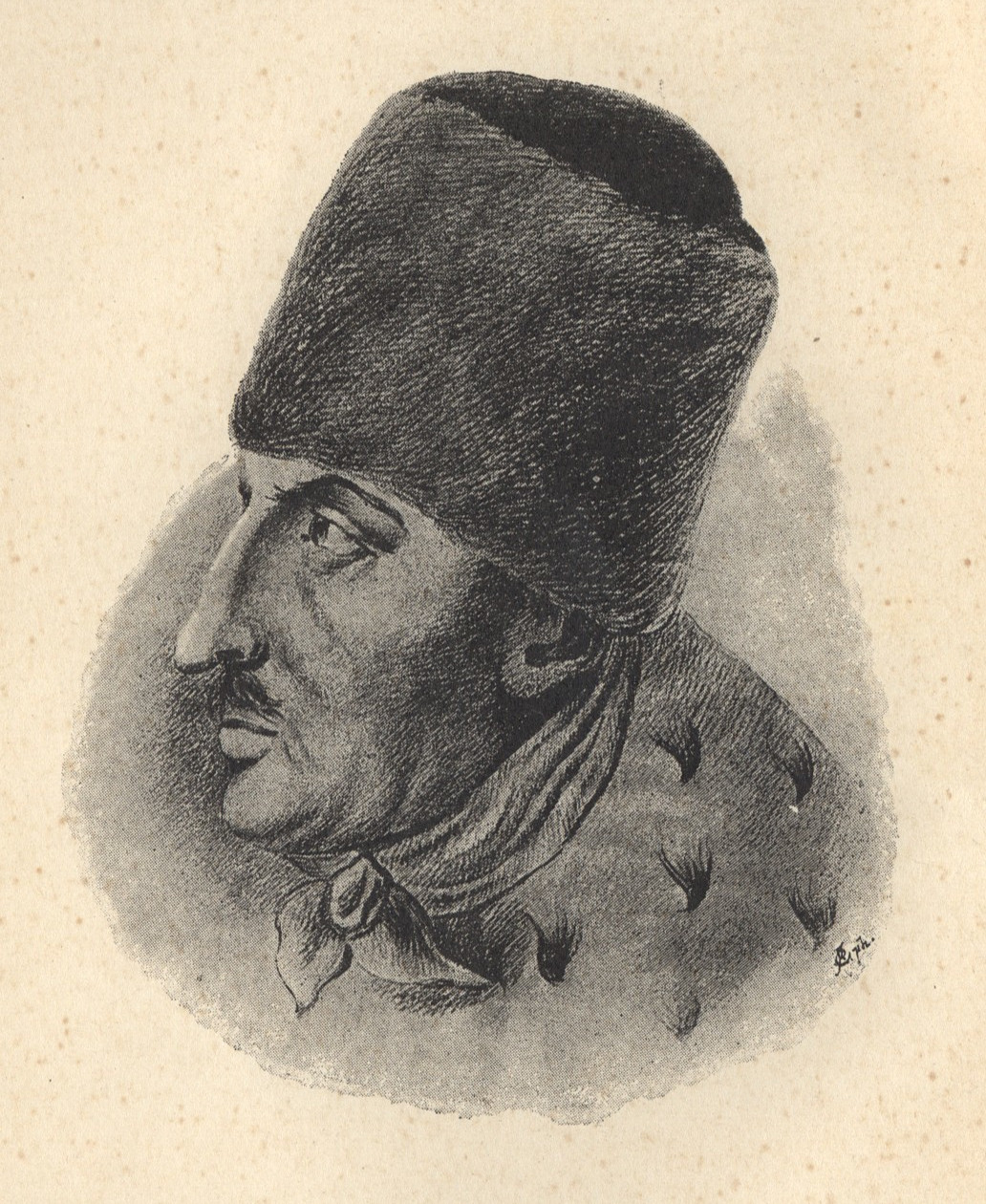
Якоб Франк

Яков Франк (Яков бен Иехуда Лейб (Лейбович); 1726—1791, Оффенбах, Германия) был наиболее радикальным последоватеем саббатианства. Объявил себя мессией, считал себя реинкарнацией Шабтая Цви и Берахии Руссо. Жил в Оттоманской империи, где познакомился с дёнме, пытался возглавить общину дёнме в Салониках, которая после смерти Берахии Руссо осталась без лидера, потом перебрался в Польшу. В Польше организовал секту, которая была в остром конфликте с ортодоксальными еврейскими общинами. В споре с раввинами привлёк католического епископа, а потом всей сектой принял католичество.
При этом были организованы два диспута между франкистами и ортодоксальными евреями, судьями выступало католическое духовенство. На первом диспуте в Каменце-Подольском франкисты оспаривали Талмуд и выдвигали вместо него Зогар, утверждая что не следует ждать Мессию, который уже пришёл. Победа была признана за франкистами, а Талмуды стали собирать по всем домам и синагогам и публично сжигать. Однако в процессе сожжения Талмудов умер архиепископ Николай Дембовский, который проводил диспут, евреи подняли бунт, а христиане испугались последствий и остановили сожжение книг, франкисты были вынуждены бежать в Турцию, где приняли ислам в соответствии с обычаями дёнме.
Через некоторое время Франку удалось организовать второй диспут во Львове, при этом от франкистов ожидалось принятие католичества. Франкисты тогда, в отместку за их изгнание после каменец-подольского диспута, выдвинули резкие и сфальсифицированные обвинения против еврейских общин, которые ещё до этого озвучивали некоторые католические круги (см. кровавый навет на евреев). Раввин Раппопорт сосредоточил основной упор на опровержение вымыслов о кровавых ритуалах. Судьи не подтвердили справедливости нападок франкистов, но признали их победу в теоретических вопросах, после чего принудили всю секту принять католичество.
Сам Яков Франк, находясь в Турции, принимал ислам в общине дёнме, дважды принимал католичество и вёл переговоры с русским духовенством о массовом принятии православия всей его общиной. Деятельность Якоба Франка протекала во время войны за раздел Польши, когда проходило много еврейских погромов. Несколько десятков тысяч евреев последовало за Якобом Франком и приняло католичество.
Инспекция католическим духовенством новообращённых показала полное несоответствие их образа жизни с католичеством и непонимание его принципов. Якоб Франк был арестован (и освобождён только через 13 лет русской армией), но будучи под арестом вел активную переписку. До 1791 г. Якоб Франк жил в Оффенбахе, рассылая по еврейским общинам «красные письма» с просьбой принять католичество. После его смерти его дочь Ева Франк ещё продолжала руководить сектой, но количество сторонников резко падало, и к её смерти 1816 секта почти сошла на нет, хотя отдельные группы франкистов продолжали существовать в Польше и Германии чуть ли не до начала XX века.

### Саббатианство и реформы иудаизма в XIX веке
В XIX веке саббатианство практически сошло на нет (за исключением турецких дёнме), многочисленные в XVIII веке последователи Франка либо ассимилировались, либо вернулись в иудаизм, другие саббатианские группы заметно ослабли или прекратили существование. Наоборот, как альтернатива саббатианству, поднялся хасидизм, который при этом строго придерживался традиции. Практически за всё время существования саббатианства оно жёстко преследовалось со стороны ортодоксальных раввинов, саббатианские сочинения сжигались, саббатианские лидеры подвергались херему. По причине практикования сексуальных оргий в радикальных саббатианских общинах дети саббатианцев считались незаконнорождёнными. Поддержка франкистами кровавого навета на евреев во время львовского диспута настроила против саббатианцев еврейские массы.
Как следствие этого, в XIX веке саббатианство стало умалчиваться, упоминания о саббатианстве уничтожались и стирались, евреи многих общин, где некогда процветало саббатианство, старались ликвидировать всякие намёки на причастие к саббатианству их родителей и предков. Об этом свидетельствуют исследователи саббатианства в XX веке, в частности Гершом Шолем.
Прежнее стремление саббатианцев к духовной свободе вылилось в другие попытки обновления и реформы иудаизма — в XIX веке в еврейской среде происходило переосмысление традиции, и появились такие течения, как либеральный иудаизм, реформистский иудаизм, консервативный иудаизм.

### Саббатианство в XX веке

#### Дёнме

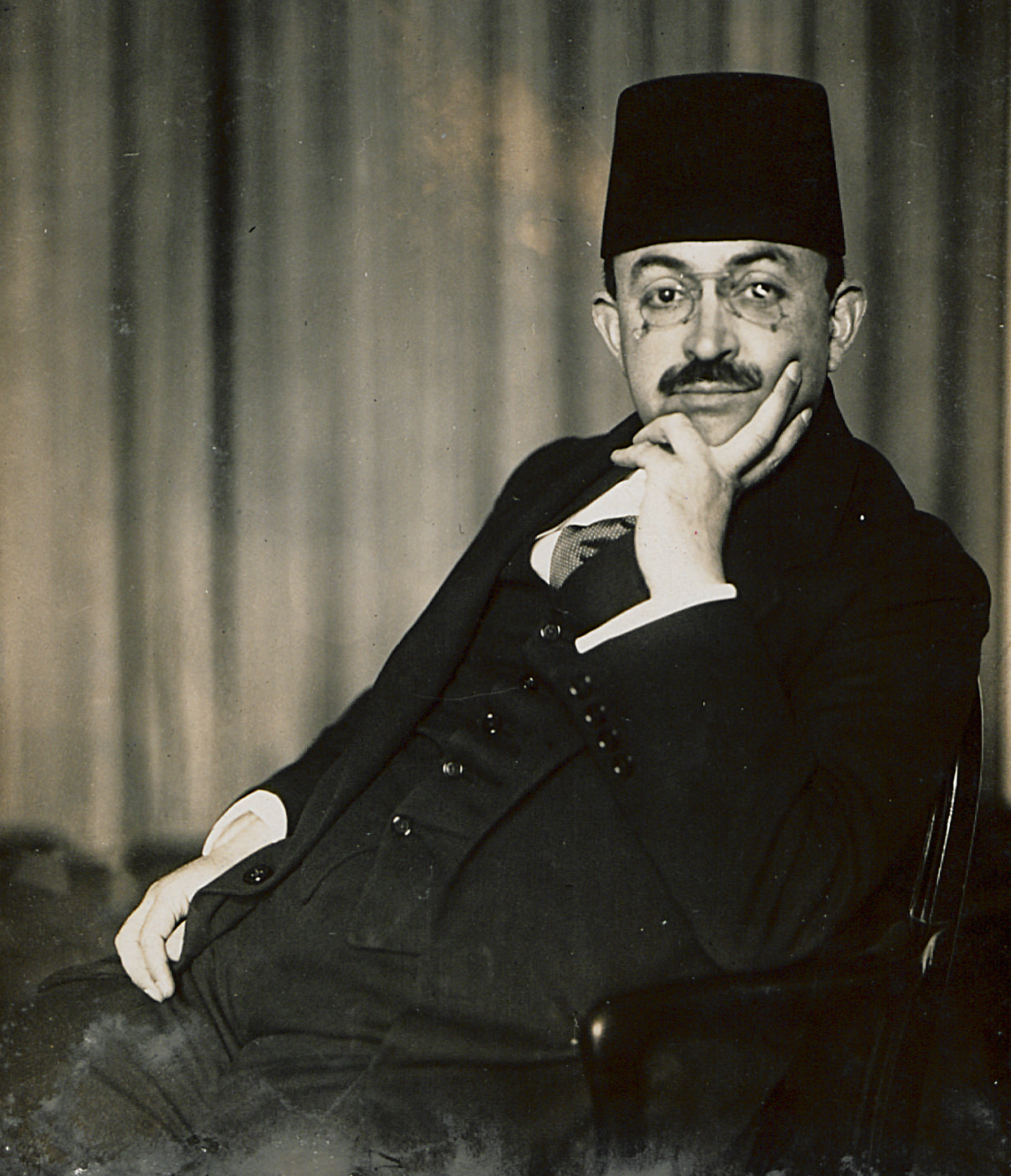
Мехмед Джавид-бей в 1917 г.

Во время обмена населением между Грецией и Турцией приверженцы дёнме были причислены к мусульманам и вынуждены были покинуть Салоники. Из всех саббатианских организаций к началу XX века остались практически только группы дёнме в Турции, которые уже успели ассимилироваться и заметно уменьшиться в численности. Тем не менее дёнме активно участвовали в политической жизни страны. Одним из руководителей заговора с целью убийства президента Ататюрка в Измире после основания Турецкой Республики был Мехмет Джавид-бей (1875—1926), член-основатель Комитета единства и прогресса и бывший министр финансов Османской империи, дёнме. После всестороннего расследования, проведенного правительством, Джавид-бей был осужден и позже казнен через повешение в Анкаре 26 августа 1926 года.
Дёнме принадлежали к интеллектуальной элите, оставаясь закрытым сообществом, что привело к появлению слухов и подозрений в заговорах, дёнме служили объектом нападок антисемитов.
К концу XX века дёнме почти полностью интегрировались в светскую Турцию и перестали заключать браки исключительно внутри общины. Сейчас в Турции проживают около 2500 дёнме. В частности, к ним принадлежал бывший министр иностранных дел Исмаил Джем.
Турецкий журналист и активист дёнме Ильгаз Зорлу стремился развязать узел статуса дёнме, он захотел получить признание его евреем, но получил отказ от бейт-дин без полного обращения в иудаизм. Он тогда заявил, что принял иудаизм в Израиле и подал иск об официальном изменении в его документах вероисповедания с ислама на иудаизм. Суд удовлетворил его требования. (7 августа 2000). Это также вызвало скандал, как в еврейской среде, так и среди дёнме.

#### Изучение саббатианства
В XX веке значительно возрос интерес к саббатианству среди исследователей. К этой теме обращались Меир Балабан, Шолом Аш. Всестороннему исследованию и осмыслению саббатианства посвятил свои работы Гершом Шолем, который считается одним из самых авторитетных исследователей по истории саббатианского движения.
Исследовались подробно исторические события, персоналии, религиозные доктрины. Саббатианские общины и их лидеры подвергались психоанализу. Исследовались причины кровавого навета на евреев, отступничества и антиномизма, влияние саббатианства на другие культуры и на другие народы, в частности на русское сектантство.
По мнению Гершома Шолема в саббатианстве были замешаны значительно большие еврейские массы, чем даже по оценкам таких непримиримых критиков, как Якова Эмдена. При этом, вопреки господствующему мнению в XIX веке, у саббатианцев присутствовала достаточно развитая доктрина, основной особенностью которой являлось представление о том, что Мессия уже пришёл и что еврейство свободно от многочисленных ограничений, связанных с изгнанием. Новые исследования опирались на определённые знаки, символы и выражения (типа «Царь Израиля»), характеризующие саббатианство, и на те редкие свидетельства, которые сохранились несмотря на массовую кампанию по уничтожению саббатианской литературы. Исследования показали также, что саббатианские общины существовали в обстановке глубочайшей секретности, а их члены отрицали свою причастность к саббатианству при первом подозрении.

#### Неосаббатианство
Группу неосаббатианской каббалы организовал в 1999 р. Якоб Лейб ха-Кохайн в виде движения «Дёнме-вест». Интервью об этом движении опубликовала израильская газема Маарив, за которой последовала серия публикаций, первая из которых — «Избавление через грех». Эта группа выдвинула тезис «Мы верим не в религию, а в Бога». Интерпретация Якоба Лейба ха-Кохайна отступничества Шабтая Цви, в отличие от турецких дёнме, заключается в том, что Мессия указал евреям на необходимость спасения божественных искр всех народов, для чего стала необходимой интеграция всех мистических учений. Турецкие организации дёнме не приняли интерпретаций, предложенных «Дёнме-вест» и отказались от интеграции с ними. «Дёнме-вест» активно привлекает йогу Рамакришны, психологию Юнга, суфизм и другие знания и мистические практики. Целью антиномизма «Дёнме-вест» считает трансформацию энергии отвращения, подобно тому, как это трактует тантра. «Дёнме-вест» существует преимущественно в виртуальном пространстве, организуя ритуалы в виде интернет-конференций.
В Москве неосаббатианская община появилась в 2010-м году в формате «Шаббатов на парке» и существует по сей день.

## Учение саббатианства
Сформулировать саббатианство как единое учение довольно трудно — после Шабтая Цви саббатианство представляло собой разрозненные группы, придерживающиеся разных взглядов, вплоть до противоположных, которые ещё конфликтовали друг с другом. Тем не менее саббатианские группы обладали определёнными характерными особенностями.

### Философия
Саббатианство опирается на лурианскую каббалу в интерпретации Натана из Газы. Целью существования человеческих душ является исправление мира (тиккун). При этом все бессмертные души («божественные искры») всех людей должны исправиться и вернуться обратно к Творцу. Задача исправления мира не решаема в рамках одного еврейского народа. Роль мессии заключается в спуске в самую глубину клиппот (зла, грехов) для исправления упавших душ, без чего исправление мира невозможно. Для этого мессия проводит определённую работу, в которой он опирается на помощь общины. Образ Мессии подобен «святому змею» или «крокодилу», лежащему в тине на дне, чтобы в нужный момент подняться и освободить падшие души. В этой работе большое значение имеют сны, медитации, магические обряды и определённые ритуалы.
Философско-каббалистические взгляды саббатианства развивались Натаном из Газы, Абрахамом Мигелем Кардозо, Нехемией Хайоном. Немало каббалистов высказывали позиции, близкие к саббатианским (например, Луццато).

### Практика
Учёные каббалисты не пользовались успехом в общинах, а иногда прямо отвергались, тем не менее их сочинения, особенно с прошествием времени, приобретали авторитет. Позиции конкретных общин и групп по поводу повседневной религиозной практики отличались настолько, что общины часто ссорились и прекращали общение друг с другом, запрещая браки. Поэтому, характеризуя практические аспекты саббатианства, можно говорить только о тенденциях, просматриваемых в различных общинах. Наиболее радикальные группы открыто призывали к нарушению заповедей и организовывали сексуальные оргии, свободно отрекаясь и принимая ислам и христианство. Наиболее консервативные ограничивались тайными собраниями, своеобразными ритуалами, медитациями и философскими беседами, и почти не отличались от ортодоксальных групп.
Саббатианская практика складывалась (в зависимости от характера общины) из следующих компонентов:
1. Свобода. Саббатианцы считали, что приход Мессии уже произошёл, и избавление евреев уже настало, наступили другие времена, в которых отменяются прежние запреты.
2. Отречение. Принятие ислама требовалось для всех турецких общин дёнме. Принятие католичества потребовал от своих сторонников Якоб Франк. После отречения секта продолжала исповедовать иудаизм и не вливалась в общину другой религии, придерживаясь своих, внутренних распорядков и своих ритуалов. Тем не менее в большинстве случаев нельзя назвать отречение чистым притворством — за отречением следовало изучение новой религии и попытка применения её практик. Так, многие группы дёнме находились в добрых отношениях с суфийским орденом бекташи, участвовали в их собраниях и посещали Мекку. Однако сторонники более «философского» саббатианства считали отречение только работой Мессии, и старались не отходить от иудаизма.
3. Замкнутость. Саббатианская секта, хотя и становилась лучше интегрированной в общество той страны, в которой она существовала, оставалась закрытой для своих ритуалов и не пускала посторонних. Группы дёнме запрещали даже перекрёстные браки с враждующими группами дёнме, не говоря уже о других евреях и мусульманах. Замкнутость общин была обусловлена также непримиримой позицией, которую занимали ортодоксальные раввины по отношению к саббатианству.
4. Реинкарнации. Саббатианцы верили в переселение душ, и особенно лидеры общин прослеживали в себе искры мессий прошлого.
5. Мессианство. Руководители общин нередко сами объявляли себя Мессией, мало того, считалось естественным, что душа Шабтая Цви передаётся далее для проведения мессианской работы.
6. Антиномизм (нарушение заповедей). Саббатианство предполагает, что в мессианскую эпоху изменились заповеди и ограничения. В радикальных случаях (Барухия Руссо) основные заповеди перекручивались наоборот, и в ритуальных целях было обязательно их нарушать, что доходило даже до регулярных сексуальных оргий. В других случаях антиномизм проявлялся в ритуале формальных нарушений заповедей (произнесении запретной формулы, употребление некошерной пищи, нарушении субботнего ритуала) в предписанное время и в предписанных рамках. В тех саббатианских группах, которые противились законам, провозглашался принцип «исправления через грех». Законы следовало нарушать, чтобы «поднять Божественные искры с самого дна», и грех считался почвой, на которой вырастает новый мир, свободный от изгнания
7. Толкование сновидений — сновидения приобретали особое значение, и толковались с точки зрения задачи исправления мира.
8. Мистика — амулеты, колдовские формулы, гематрии, обряды, особые медитации, символизм.
9. Социальная интеграция — несмотря на замкнутость в духовной жизни и тайные ритуалы, в светской жизни саббатианцы активно участвовали в общественной деятельности и торговле. Нередко саббатианцы получали высокие должности в правительстве или при дворе, сколачивали себе большие состояния, получали дворянские звания. В Праге значительная часть ведущих адвокатов были франкистами.
10. Религиозная терпимость — саббатианцы проявляли терпимость или даже амбивалентность по отношению к другим религиям. Турецкие дёнме поддерживали добрососедские отношения с мусульманами, а позднее — и с ортодоксальными евреями, выполняя для них работы, требующие нарушения заповедей (например, помощь по синагоге в субботу или хранение хлеба на Пасху)[12], и получая от евреев помощь в организации правильных еврейских ритуалов. Тем не менее, особенно в ранний период, бывали крайние случаи (см. в первую очередь Якоб Франк), когда возникал жёсткий конфликт с евреями. Так, франкисты использовали епископский суд и организовали сожжение талмудов, а потом выдвинули абсурдные обвинения в кровавых ритуалах. Якоба Франка обвиняли в религиозной беспринципности — он и члены его секты сначала приняли ислам, потом (массово) — католичество, а когда русские войска занимали Польшу, Яком Франк стал договариваться о принятии православия, однако православное духовенство, узнав о предыстории отречений, отказалось.
11. Ассимиляция — саббатианские общины, будучи разобщёнными и не связанными единой позицией, постепенно ассимилировались в местном населении. Франкисты сливались с поляками, чехами и немцами, дёнме ассимилировалось с турками. В конце XIX века численность сторонников саббатианства заметно уменьшилась.